# Schaafentor

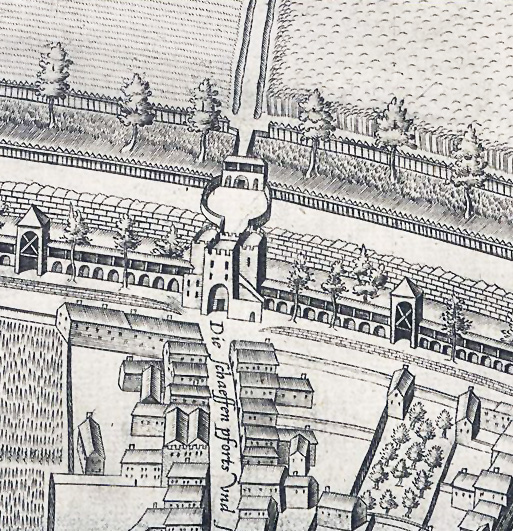
Schaafentor, Ringwall und Schaafenstraße um 1571

Das Schaafentor (Schaafenp(f)ortz(en), Kölsch: Schaafepooz) war eines der mittelalterlichen Stadttore Kölns, welches im Zuge der letzten Stadterweiterung in der westlichen Ringmauer entstand. Das Tor wurde im 2. Viertel des 13. Jahrhunderts erbaut und im Jahre 1882 niedergelegt.

## Namensherkunft
Adam Wrede beschrieb die Umgebung des Schaafentores als eine bäuerlich geprägte Gegend, in der die Schafzucht als Fleisch- und Milchlieferant, vor allem aber als Zulieferer der Wolle an die Kölner Weberzunft einen hohen Stellenwert einnahm. So nannte man dann auch das Nachfolgetortor der ehemaligen Janus- oder Schaafenpforte am „Laach“ die „porta ovina“ – das Schaafentor. Die „platea ovina“ (heutige Schaafenstraße) führte durch das neue Tor in die Feldflur zu dem dort gelegenen Kloster Weiher und den frühen Ansiedlungen Lind, sowie weiter in westlicher Richtung nach Bachem.

## Geschichte

### Entstehung des Bezirks Schaafenpforte

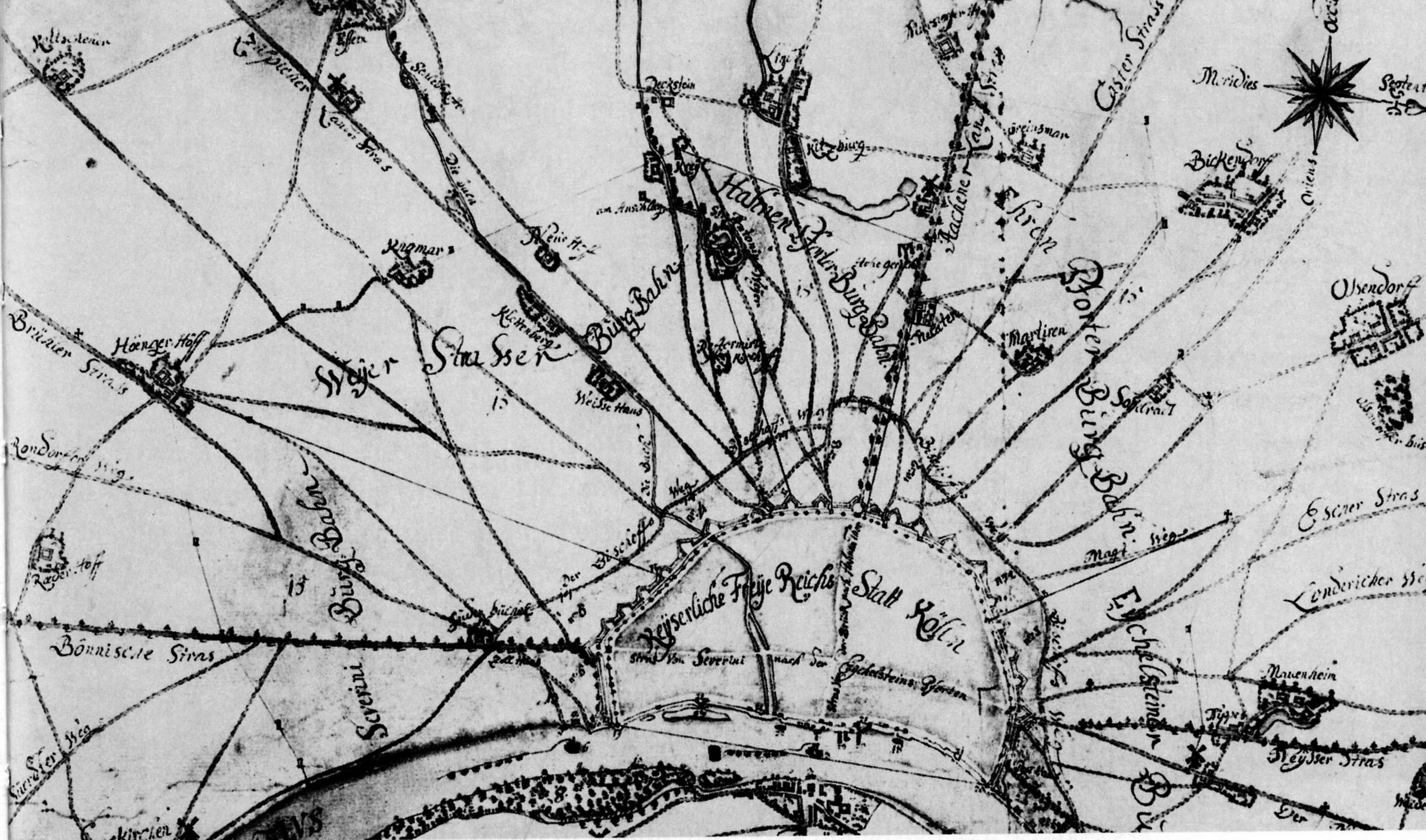
Die Karte zeigt fünf Sektoren als Burg-Bahnen

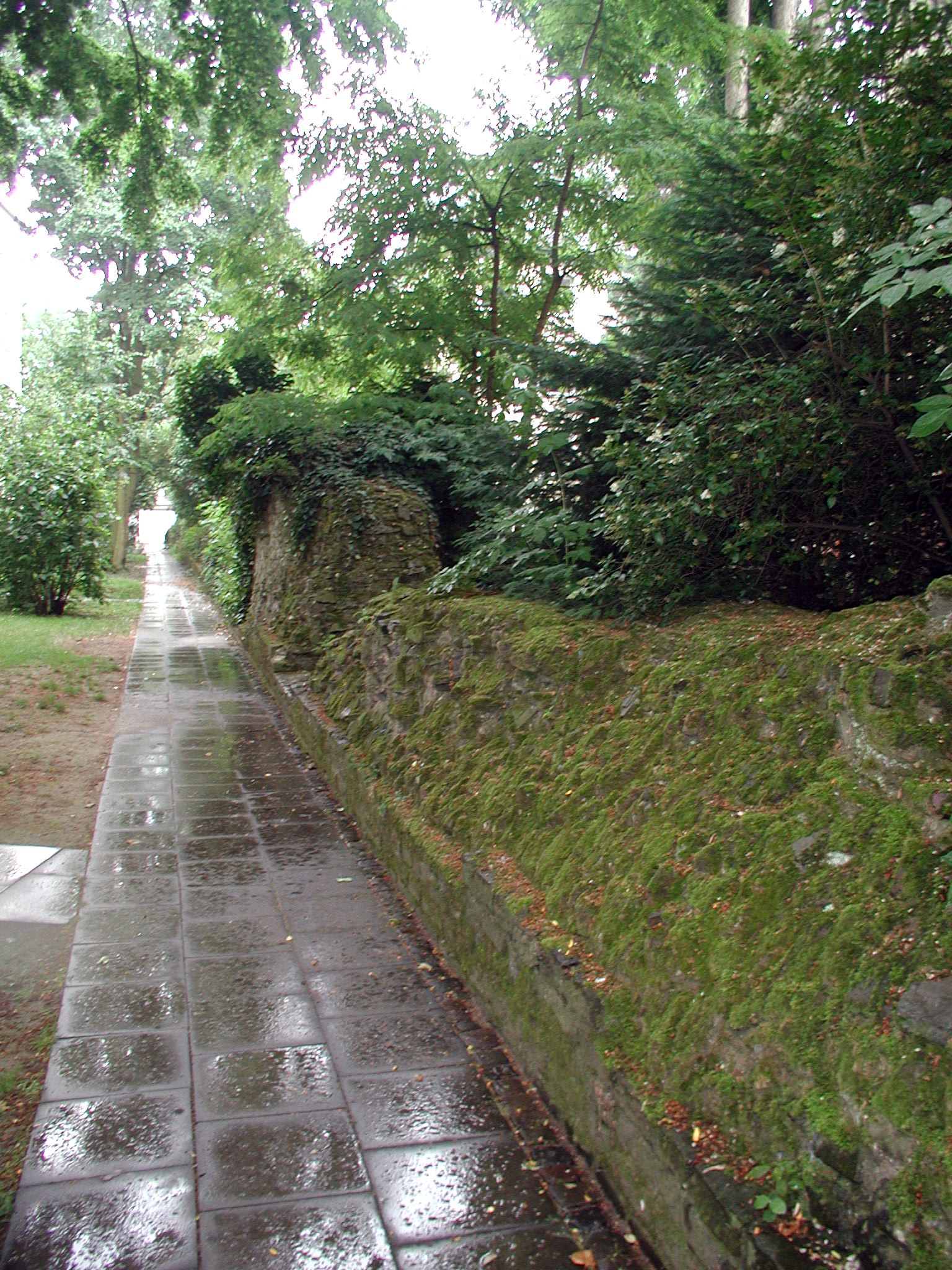
Teil der Römermauer Mauritiussteinweg

Bei dem frühen, oberhalb der alten, westlichen Römermauer gelegenen Gebiet des Neumarktes handelte es sich um eine weitgehend unbebaute und nur in geringem Maß bewirtschaftete Landschaft. Die wenigen Gehöfte des Terrains waren zumeist, wie beispielsweise der Hof der Kleingedank, von geistlichen Grundherren als Erblehen an Familien gegeben worden, deren Mitgliederzahl über Generationen auf gleichem Stand blieb. Nach dem Entstehen eines neuen Pfarrbezirkes durch die Gründung des Stiftes St. Aposteln um 1020/30 unterstanden die Anrainer des alten westlichen Stadtkerns, zusammen mit den Bewohnern einiger an der Kirche entstandener Klaustralbauten, der neuen Pfarrei St. Aposteln. In der Folgezeit hatte sich, wie bei den anderen alten Kölner Stiftskirchen und Klöstern, um St. Aposteln langsam ein neuer Pfarrsprengel gebildet. Dieser wurde bei seiner Gebietsvergrößerung durch die Stadterweiterung des Jahres 1180 in drei Schreinsbezirke gegliedert. Es waren die Bezirke Neumarkt, Griechenmarkt und Schaafenpforte.
Das zwischen 1235 und 1251 erstmals genannte Schaafentor weist darauf hin, dass auch auf dem nahegelegenen Neumarkt Tierhaltung stattfand. Johann Marchelis (Marsilius) war im Schaafentor 1377 Burggraf, daher sein Beiname „up der portzen“. Es stand an der heutigen Einmündung der Schaafenstraße in den Habsburger Ring. Nach Süden bildete der Einflussbereich der Abtei St. Pantaleon mit seiner Pfarrkirche St. Mauritius die Grenze, deren Verlauf die Südseite der am Mauritiussteinweg (einem der alten römischen Steinwege) beginnenden Straßenzuges Marsilstein (lapidis Marsilii) und Schaafenstraße war, die sich hinter dem Stadttor auch als Schaafen- der späteren Linden- und Bachemer Straße, bis weit ins Vorland fortsetzte.
Die Besitzer kleinerer Grundstücke in der Apostelpfarre waren anfänglich durchweg „kleine Leute“, bei denen nach Keussen in den übrigen Stadtbezirken kein weiterer Besitz nachweisbar war. Erst in späterer Zeit entwickelten sich auch einige größere, von Mauern umgebene Hofanlagen, wie sie auch auf der Karte des 16. Jahrhunderts dargestellt wurden.

### Baubeschreibung
Die Darstellung Arnold Mercators in seiner Kölner Stadtansicht von 1570 zeigte die „Schaeffen pforts“ als ein viergeschossiges, mit einem Zinnenkranz abschließendes Bauwerk, welches von Türmen in gleicher Höhe flankiert wurde. Die Torburg fügte sich zur Stadtseite, ohne weitere Gebäudeteile unmittelbar in die Stadtmauer ein. Das große Tor war, wie auch die einiger der anderen Tore in Mercators Zeichnungen erkennen lassen, zu dieser Zeit bis auf einen Türdurchgang vermauert. Die Doppeltorburg öffnete sich zur Feldseite einem runden Zwinger, den ein zweigeschossiges, mit einem größeren, sowie zwei kleinen Durchgängen ausgestattetes Torhaus zur Westseite abschloss. Hinter dem dann folgenden Schutzgraben, der von einer kleinen Brücke überspannt wurde, öffnete sich ein von Staketen flankierter Weg, der wahrscheinlich der Viehtrift diente.

### Nutzung des Tores
Wie die meisten der Stadttore war auch das Schaafentor eine der Sicherheit der Stadt dienende Wehranlage, deren Besatzung durch Schützen während eines Angriffs oder während Belagerungen durch den Bezirk zu stellen waren. In Zeiten des Friedens diente das Schaafentor auch zur Turmhaft, es war mit drei Gefängnisräumen ausgestattet. Der Rat nutzte namentlich die Türme der Stadtbefestigung, seit ihm im Jahr 1475 außer dem Verhaftungsrecht, auch das Recht zur Durchführung „peinlicher Fragen“ (Folter) verliehen worden war.
Eine wohl bedeutende Rolle kam dem Schaafentor im Spätmittelalter als Zugang zu den im westlichen Vorland (oder auch Schweid) liegenden Weideflächen zu, in die vor allem größere Schafherden getrieben wurden. Diese Flächen unterstanden in diesem speziellen Fall der Bauerbank Schaafenstraße.
Das Tor gehörte zu den fünf Feldpforten der Stadt, bei den anderen handelt es sich um die St. Severins-, Weyer-, Friesen-, Hahnen- sowie um die Eigelsteinpforte. An diesen gab es die Vereinigungen der so genannten Bauerbank. Geführt wurden sie durch die Bur(g)– oder Bur(g)bannmeister (auch Bauermeister), deren Aufgaben die Rechtsprechung bei kleineren Delikten auf dem Feld oblag. Weiter gaben sie Anweisungen an die Burgbanngenossenschaften zur Instandhaltung von Wegen und Stegen sowie solche zur Regelung der Viehtrift. Als städtische Beamte waren die Bannmeister ausschließlich dem Rat verantwortlich.

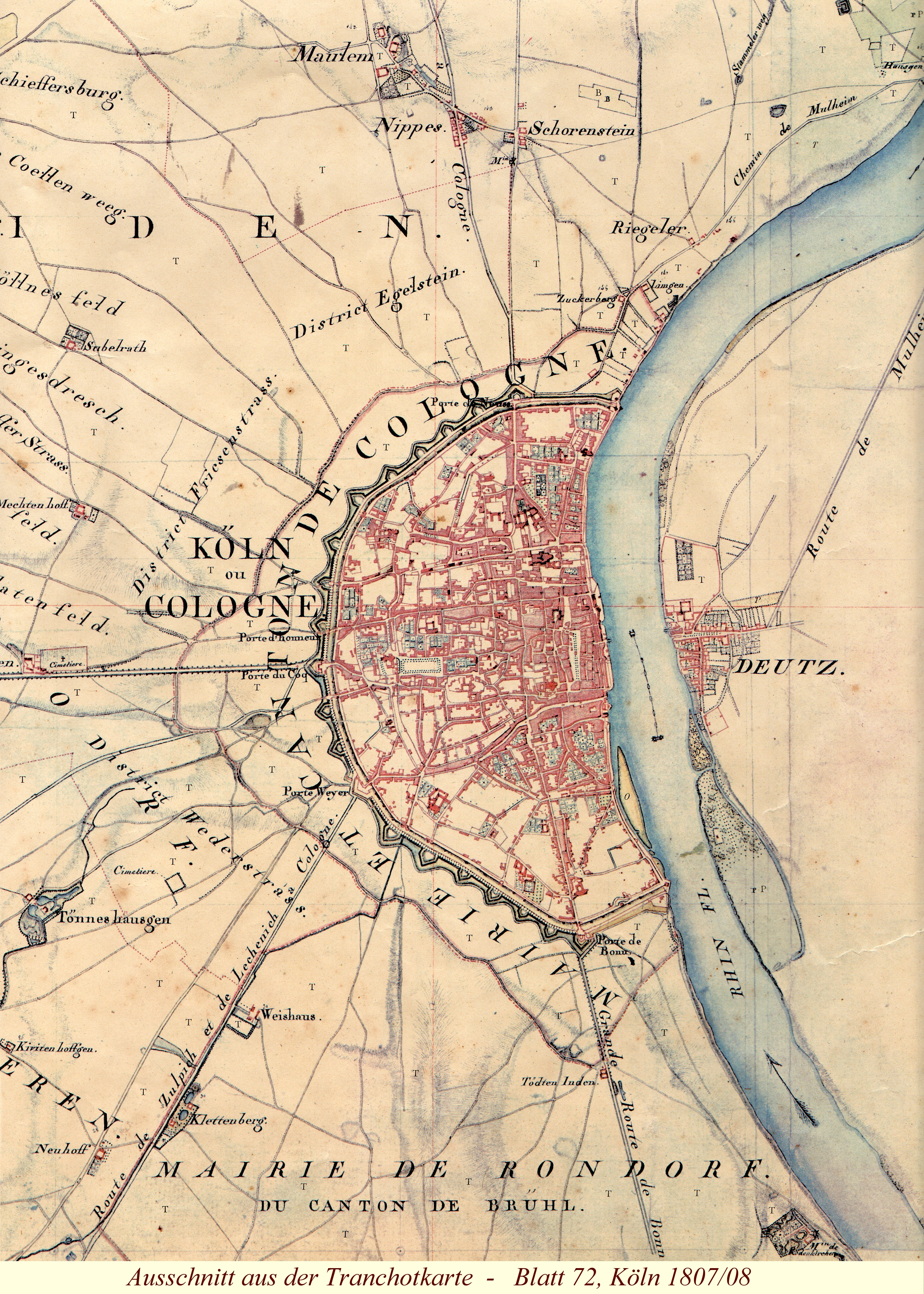
Tranchotkarte um 1810

## Niederlegung
Noch die Karte von Tranchot aus dem Jahr 1810 zeigt eine recht spärliche innerstädtische Bebauung. Die Schaafenstraße, von der französischen Behörde „Rue des Moutons“ genannt, weist lediglich Häuserzeilen an ihrem Rand auf, jedoch änderte sich dies schnell.

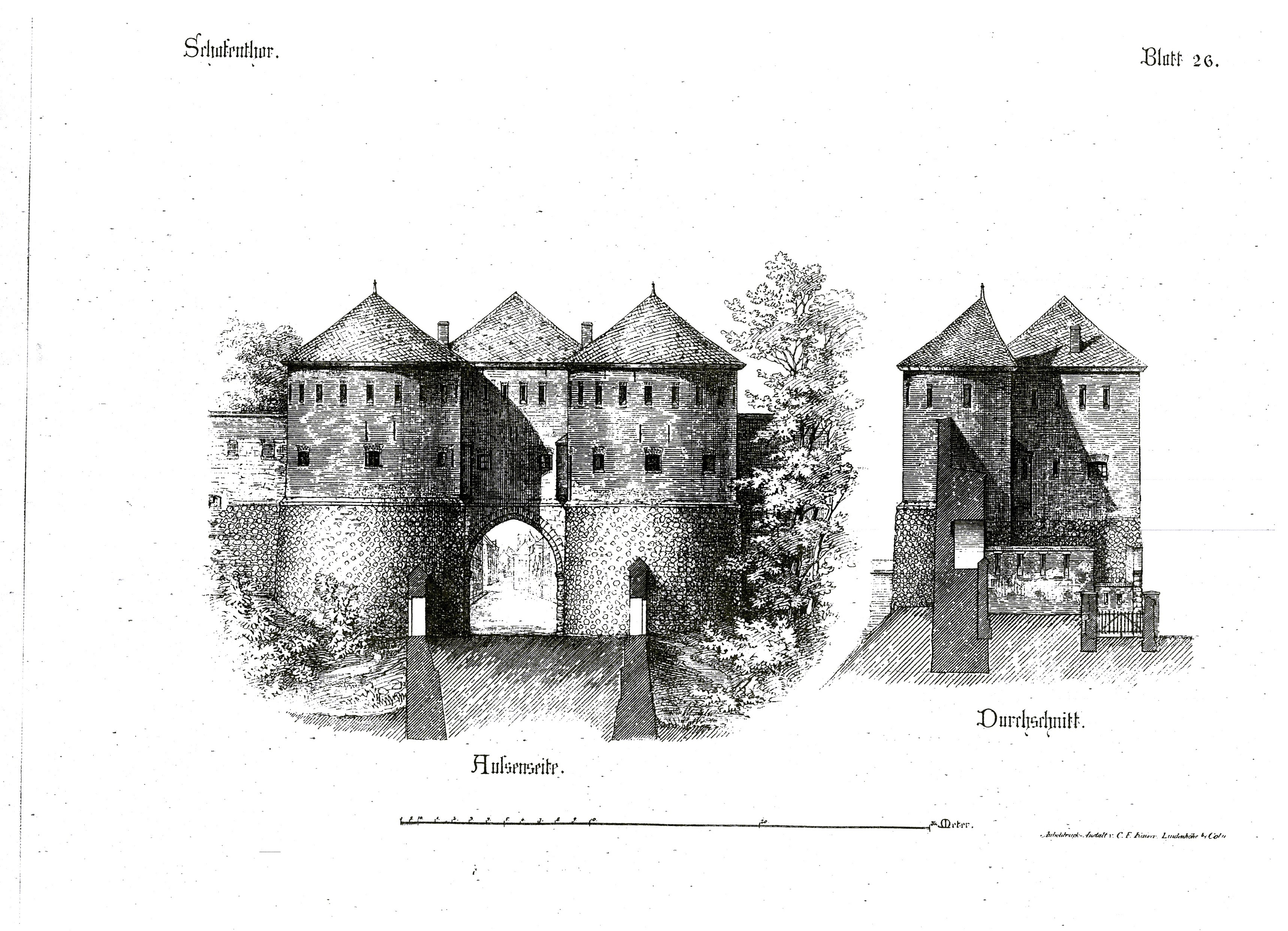
Schaafentor um 1884

In der Mitte des 19. Jahrhunderts war die Bevölkerung der Stadt auf etwa 100.000 Menschen angewachsen. Auch das Bedürfnis der anwachsenden Industrie, sich auf weiteren Flächen ausdehnen zu können, konnte im innerstädtischen Raum nicht befriedigt werden. Als bis zum Jahr 1880 die Bevölkerungsdichte auf über 35000 Menschen pro km² anstieg, sah sich die Stadt zum Handeln gezwungen.
Die schon im Jahr 1877 geführten Verhandlungen zwischen der preußischen Regierung und der Stadt Köln, die im Besitz des Fiskus befindlichen Befestigungsanlagen des inneren Rings zu erwerben, waren an der Höhe des geforderten Kaufpreises von 17,25 Mio. Mark gescheitert. Nachdem in neuerlichen Verhandlungen unter dem Oberbürgermeister Hermann Becker ein besseres Ergebnis erzielt werden konnte (11,794 Mio. Mark) wurde im Juni 1881 ein Vertrag unterzeichnet, der letztendlich auch zur Niederlegung des Schaafentores führte.